# Comuna Crasna, Gorj
Crasna este o comună în județul Gorj, Oltenia, România, formată din satele Aninișu din Deal, Aninișu din Vale, Buzești, Cărpiniș, Crasna (reședința), Crasna din Deal, Drăgoiești, Dumbrăveni și Radoși.

## Așezare
Comuna este situată în partea de nord a judeţului Gorj, la 35 km distanţă de municipiul Târgu Jiu şi 9 km distanţă de oraşul Novaci. Teritoriul administrativ al comunei Crasna se învecinează:
- la nord cu judeţul Vâlcea
- la sud cu comunele Bengeşti-Ciocadia, Săcelu şi Bălăneşti
- la est cu oraşul Novaci
- la vest cu comuna Muşeteşti şi Bumbeşti-Jiu

Legătura cu municipiul Târgu Jiu, reşedinţa de judeţ, se face prin intermediul drumului judeţean DJ665 prin sudul comunei dar şi a drumurilor judeţene DJ661 şi DJ665C.
Comuna este o aşezare cu profil agro-turistic situată în partea de nord a judeţului Gorj, într-o zonă mixtă muntoasă şi colinară în depresiunea getică a subcarpaţilor meridionali. Localităţile comunei se află în Subcarpaţii Olteniei, respectiv în zona dealurilor subcarpatice interne cu altitudini în jur de 400-500 m, separate de culoare lungi ale cursurilor de apă.

## Demografie
Componența etnică a comunei Crasna
     Români (96,23%)
     Alte etnii (0,11%)
     Necunoscută (3,66%)
Componența confesională a comunei Crasna
     Ortodocși (95,79%)
     Alte religii (0,28%)
     Necunoscută (3,94%)
Conform recensământului efectuat în 2021, populația comunei Crasna se ridică la 4.698 de locuitori, în scădere față de recensământul anterior din 2011, când fuseseră înregistrați 5.133 de locuitori. Majoritatea locuitorilor sunt români (96,23%), iar pentru 3,66% nu se cunoaște apartenența etnică. Din punct de vedere confesional, majoritatea locuitorilor sunt ortodocși (95,79%), iar pentru 3,94% nu se cunoaște apartenența confesională.

## Istorie
La sfârșitul secolului al XIX-lea, comuna făcea parte din plaiul Novaci a județului Gorj și era alcătuită din satele Crasna din Deal și Crasna din Vale, cu o populație de 260 de locuitori. În comună funcționa o școală mixtă frecventată de 32 de elevi și două biserici. La acea vreme, pe teritoriul actual al comunei funcționau comunele Aninișu, Cărpiniș, Drăgoiești, Radoși și Turbați. Comuna Aninișu era alcătuită din satele actuale Aninișu din Deal și Aninișu din Vale cu o populație de 641 de locuitori. În comună funcționa două biserici. Comuna Cărpiniș era alcătuită doar din satul de reședință cu același nume, având o populație de 791 de locuitori. Comuna Drăgoiești era alcătuită din satele Drăgoiești, Alimanu și Gârjobul, cu o populație de 720 de locuitori. În comună funcționa un spital rural, o școală mixtă frecventată de 40 de elevi (dintre care o fată), și trei biserici. Comuna Radoși era alcătuită doar din satul de reședință cu același nume și avea o populație de 634 de locuitori. În comună funcționa o biserică și o moară cu apă. Comuna Turbați era alcătuită din satele Turbați și Buzești, cu o populație de 1002 de locuitori. În comună funcționa o școală și două biserici.
În 1925, comunele Cărpinișu, Drăgoiești și Radoși, se desființează și sunt incluse în comunele Crasna, Turbați și Aninișu, în timp ce satul Buzești este desființat temporar. Astfel, Anuarul Socec consemnează comunele Crasna, Aninișu și Turbați în aceiași plasă. Comuna Crasna avea o populație de 1756 de locuitori (în satele Crasna din Deal, Crasna din Vale și Cărpinișu). Comuna Aninișu avea o populație de 1461 de locuitori (în satele Aninișu din Deal, Aninișu din Vale și Radoși), iar comuna Turbați avea o populație de 1564 de locuitori (în satele Crasna-Ungureni, Turbați, Drăgoiești și Hotinu).
În 1931, se reînființează satul Buzești pe teritoriul comunei Turbați. După regruparea comunelor rurale și urbane din același an, comuna Crasna este consemnată cu satele Crasna din Deal, Crasna din Vale, Petrești și Cărpinișu, iar comuna Turbați este consemnată cu satele Buzești, Crasna-Ungureni, Drăgoiești, Hotin și Turbați. Comuna Aninișu este consemnată cu aceleași sate.
În anul 1950, comunele au fost arondate raionului Gilort a regiunii Gorj, raion care doi ani mai târziu a fost arondat regiunii Craiova, și apoi (după 1960), regiunii Oltenia. Între timp, comuna Turbați înglobează satele comunelor Aninișu și Crasna, iar în anul 1964, comuna și satul Turbați primesc numele de Dumbrăveni.
În anul 1968, comuna a fost transferată județului Gorj, în actuala structură. Tot atunci, se reînființează comuna Crasna, înglobând toate satele vechii comune Dumbrăveni. Satul Crasna-Ungureni este redenumit în Crasna, care devine și reședința comunei, iar satele Hotin și Crasna din Vale sunt desființate și contopite cu satele Drăgoiești respectiv Crasna.

## Politică și administrație
Comuna Crasna este administrată de un primar și un consiliu local compus din 13 consilieri. Primarul, Aurel Vamvu[*], de la Partidul Social Democrat, este în funcție din 2004. Începând cu alegerile locale din 2024, consiliul local are următoarea componență pe partide politice:
|  | Partid                          | Consilieri | Componența Consiliului | Componența Consiliului | Componența Consiliului | Componența Consiliului | Componența Consiliului | Componența Consiliului |
|  | ------------------------------- | ---------- | ---------------------- | ---------------------- | ---------------------- | ---------------------- | ---------------------- | ---------------------- |
|  | Partidul Social Democrat        | 6          |                        |                        |                        |                        |                        |                        |
|  | Alianța pentru Unirea Românilor | 3          |                        |                        |                        |                        |                        |                        |
|  | Partidul Național Liberal       | 3          |                        |                        |                        |                        |                        |                        |
|  | Uniunea Salvați România         | 1          |                        |                        |                        |                        |                        |                        |

## Monumente istorice
- Schitul Crasna
- Biserica de lemn din Crasna din Deal
- Biserica de lemn din Crasna din Vale
- Biserica de lemn din Aninișu din Vale
- Biserica de lemn din Crasna-Ungureni
- Biserica de lemn Intrarea în Biserică a Maicii Domnului din Cărpiniș
- Biserica de lemn din Drăgoiești, Gorj
- Biserica de lemn Adormirea Maicii Domnului din Dumbrăveni
- Biserica de lemn Sfântul Gheorghe din Dumbrăveni

## Personalități născute aici
- Darie Novăceanu (1937 - 2018), scriitor, eseist, traducător de limbă spaniolă.